# North American Soccer League 1982
La temporada 1982 de la North American Soccer League (NASL) fue la 15.ª edición realizada de la  primera división del fútbol en los Estados Unidos y Canadá. Los New York Cosmos fueron los campeones ya que ganaron en la final a los Seattle Sounders por 1 a 0 y quedándose con su quinta liga.

## Equipos participantes
| - Chicago Sting - Edmonton Drillers - Fort Lauderdale Strikers - Jacksonville Tea Men - Montreal Manic - New York Cosmos - Portland Timbers | - San Diego Sockers - San Jose Earthquakes - Seattle Sounders - Tampa Bay Rowdies - Toronto Blizzard - Tulsa Roughnecks - Vancouver Whitecaps |

### Equipos retirados
| - Atlanta Chiefs (Cierre de operaciones) - Calgary Boomers (Cierre de operaciones) - California Surf (Cierre de operaciones) - Dallas Tornado (Cierre de operaciones) | - Los Angeles Aztecs (Cierre de operaciones) - Minnesota Kicks (Cierre de operaciones) - Washington Diplomats (Cierre de operaciones) |

## Tabla de posiciones
Sistema de puntos: 6 puntos por una victoria, 4 por una victoria en penales, ninguno por una derrota, y 1 punto adicional a cualquier encuentro disputado que haya marcado hasta 3 goles en un partido.

### División del este
| Pos. | Equipos          | PJ | G  | P  | GF | GC | Dif. | Pts. |
| ---- | ---------------- | -- | -- | -- | -- | -- | ---- | ---- |
| 1    | New York Cosmos  | 32 | 23 | 9  | 73 | 52 | +21  | 203  |
| 2    | Montreal Manic   | 32 | 19 | 13 | 60 | 43 | +17  | 159  |
| 3    | Toronto Blizzard | 32 | 17 | 15 | 64 | 47 | +17  | 151  |
| 4    | Chicago Sting    | 32 | 13 | 19 | 56 | 67 | -11  | 129  |

     Clasifica a la fase final.

### División del sur
| Pos. | Equipos                  | PJ | G  | P  | GF | GC | Dif. | Pts. |
| ---- | ------------------------ | -- | -- | -- | -- | -- | ---- | ---- |
| 1    | Fort Lauderdale Strikers | 32 | 18 | 14 | 64 | 74 | -10  | 163  |
| 2    | Tulsa Roughnecks         | 32 | 16 | 16 | 69 | 57 | +12  | 151  |
| 3    | Tampa Bay Rowdies        | 24 | 12 | 20 | 47 | 77 | -30  | 112  |
| 4    | Jacksonville Tea Men     | 32 | 11 | 21 | 41 | 71 | -30  | 105  |

     Clasifica a la fase final.

### División del oeste
| Pos. | Equipos              | PJ | G  | P  | GF | GC | Dif. | Pts. |
| ---- | -------------------- | -- | -- | -- | -- | -- | ---- | ---- |
| 1    | Seattle Sounders     | 32 | 18 | 14 | 72 | 48 | +24  | 166  |
| 2    | San Diego Sockers    | 32 | 19 | 13 | 71 | 54 | +17  | 162  |
| 3    | Vancouver Whitecaps  | 32 | 20 | 12 | 58 | 48 | +10  | 160  |
| 4    | Portland Timbers     | 32 | 14 | 18 | 49 | 44 | +5   | 122  |
| 5    | San Jose Earthquakes | 32 | 13 | 19 | 47 | 62 | -15  | 114  |
| 6    | Edmonton Drillers    | 32 | 11 | 21 | 38 | 65 | -27  | 93   |

     Clasifica a la fase final.

## Postemporada

### Cuartos de final
| Fechas                                        |                   | Resultado global |                          | Ida          | Vuelta       | Desempate |
| --------------------------------------------- | ----------------- | ---------------- | ------------------------ | ------------ | ------------ | --------- |
| 25 de agosto - 28 de agosto - 1 de septiembre | New York Cosmos   | 6 - 1            | Tulsa Roughnecks         | 5 - 0        | 0 - 1        | 1 - 0     |
| 25 de agosto - 28 de agosto - 1 de septiembre | Seattle Sounders  | 9 - 6            | Toronto Blizzard         | 4 - 2        | 1 - 2 (pró.) | 4 - 2     |
| 25 de agosto - 28 de agosto - 1 de septiembre | Montreal Manic    | 4 - 7            | Fort Lauderdale Strikers | 3 - 2 (pró.) | 0 - 1 (pró.) | 1 - 4     |
| 25 de agosto - 28 de agosto - 1 de septiembre | San Diego Sockers | 7 - 3            | Vancouver Whitecaps      | 5 - 1        | 0 - 1        | 2 - 1     |

### Semifinales
| Fechas                                               |                  | Resultado global |                          | Ida   | Vuelta       | Desempate    |
| ---------------------------------------------------- | ---------------- | ---------------- | ------------------------ | ----- | ------------ | ------------ |
| 5 de septiembre - 8 de septiembre                    | New York Cosmos  | 4 - 2            | San Diego Sockers        | 2 - 1 | 2 - 1 (pró.) |              |
| 4 de septiembre - 8 de septiembre - 10 de septiembre | Seattle Sounders | 6 - 4            | Fort Lauderdale Strikers | 2 - 0 | 3 - 4 (pró.) | 1 - 0 (pró.) |

### Soccer Bowl 82'
| Fecha            |                 | Resultado |                  |
| ---------------- | --------------- | --------- | ---------------- |
| 18 de septiembre | New York Cosmos | 1 - 0     | Seattle Sounders |

| Bandera de Estados Unidos             |
| Campeón New York Cosmos Quinto título |

## Goleadores
| Jugador             | Equipo           | Goles | Puntos |
| ------------------- | ---------------- | ----- | ------ |
| Giorgio Chinaglia   | New York Cosmos  | 20    | 55     |
| Karl-Heinz Granitza | Chicago Sting    | 20    | 49     |
| Peter Ward          | Seattle Sounders | 18    | 49     |

## Premios

### Reconocimientos individuales
- Jugador más valioso

 Peter Ward (Seattle Sounders)
- Entrenador del año

 Johnny Giles (Vancouver Whitecaps)
- Novato del año

 Pedro DeBrito (Tampa Bay Rowdies)